# Медаль «За Азербайджан»
Медаль «За Азербайджан» (перс. نشان آذرآبادگان) — іранська медаль, що призначалася для нагородження військовослужбовців шахської армії Ірану, які брали участь у вирішенні Іранської кризи. Заснована 12 грудня 1946 року.

## Історія
Хоча, згідно з тристоронньою угодою між Радянським Союзом, Великою Британією та США від 12.12.1945, було вирішено, що Союзні війська покинуть Іран, у грудні того ж року, Азербайджанська демократична партія (ДПА), очолювана Джафаром Пішеварі, за таємного сприяння з боку СРСР, створила автономний уряд Азербайджану. Подальші події відомі як «іранська криза». Зрештою, до середини грудня 1946 року іранська армія зайняла Тебріз, поклавши цим кінець Азербайджанському Народному Уряду після року його існування.
З нагоди цієї перемоги, було засновано медаль, яка вручалася як військовослужбовцям, що брали безпосередню участь у конфлікті, так і офіцерам відповідних штабів, що розробляли операцію.